# 鎌谷仙龍
鎌谷 仙龍 (かまたに せんりゅう、1904年 - 1982年) は日本の曹洞宗の僧侶。
元大本山永平寺後堂、単頭、眼蔵会講師。遷化後、贈西堂

## 生涯
鳥取県舟岡町に生まれる。1915年（大正4年）、12歳で出家得度する。1929年（昭和4年）より元大本山永平寺西堂橋本恵光老師に随身する。
1948年5月、鳥取県大樹寺21世に就任した。1955年5月に大樹寺境内に僧堂を建立し、橋本恵光老師を師家として招き拝請して大樹寺専門僧堂を開単する。1956年5月に大樹寺専門僧堂を開単する。
1959年8月、大本山永平寺単頭に就任した。1963年9月、永平寺単頭乞暇。1968年から1973年同後堂を歴任する。
1965年、橋本恵光老師が遷化したため、新居浜市瑞應寺僧堂、名古屋の海善寺僧堂、大樹寺僧堂の師家、愛知県海善寺道場の師家として、坐禅の指導及び正法眼蔵の提唱等に尽力する。行持規範改訂増補編纂及び昭和改訂声明規範編集委員となる。
1968年10月25日、大本山永平寺後堂に就任した。眼蔵会講師を務める。永平寺の吉祥閣建設に奔走し、聖僧文殊大士像と住持椅を寄進する。1969年から1974年までの計6回永平寺眼蔵会講師を務めた。
1970年、全日本仏教会の国際事業、韓国・忠清南道で「仏教伝来謝恩碑」の建立が発願される。当時、全日仏の理事長は曹洞宗管長で永平寺七十四世佐藤泰舜禅師であった。しかし佐藤禅師は盲目だったため、碑銘の揮毫を仙龍が代筆する。
1972年、『祖山行持指南』編纂に尽力した。
1974年、永平寺後堂乞暇。
1975年、大樹寺での年頭摂心会で『正法眼蔵』身心学道巻を提唱した後に罹病し、1977年に退董し、大樹寺専門僧堂も閉単する。1980年、二祖国師七百回忌大遠忌事業で、本山版『正法眼蔵』全巻を全巻口誦し録音する。
1982年、遷化。、贈大本山永平寺西堂。贈権大教正。

## 著書
- 『正法眼蔵 身心学道参究』、大樹寺山水経閣, 1977年
- 『正法眼蔵弄精魂集』｢即心是仏｣、仏教情報センター、1983年1月。
- 『正法眼蔵弄精魂集』｢摩訶般若波羅蜜,重雲堂式｣、仏教情報センター、1983年6月。
- 『正法眼蔵弄精魂集』｢山水経｣、仏教情報センター、1983年11月。
- 『正法眼蔵弄精魂集』｢現成公按｣、仏教情報センター、1984年12月。
- 『正法眼蔵弄精魂集』「一顆明珠」、仏教情報センター、1993年。
- 『正法眼蔵弄精魂集』「洗浄」、仏教情報センター、1997年。
- 『正法眼蔵菩提薩埵四攝法』、大樹寺、1973年10月。
- 『正法眼蔵袈裟功徳(鎌谷仙龍)』、1976年。
- 『正法眼蔵拝読全集』1～3集 全36巻揃い、株式会社ぱんたか。